# ریشار بورینژه
ریشار بورینژه (فرانسوی: Richard Bohringer‎؛ زادهٔ ۱۶ ژانویهٔ ۱۹۴۱) یک هنرپیشه، خواننده، نویسنده، کارگردان، فیلم‌نامه‌نویس، و شاعر اهل فرانسه است.

## زندگی‌نامه
بورینژه در سال ۱۹۴۲ در پاریس در یک خانواده آلزاسی‌تبار زاده شد. از اواخر دههٔ ۱۹۷۰ وارد سینما شد و با آخرین مترو به شهرت رسید. طی دههٔ ۱۹۸۰ از ستارگان سینمای فرانسه به‌شمار می‌آمد. به یاد ماندنی‌ترین نقش‌هایش در خوانندهٔ اُپرا، خطر در محل سکونت و کامیکازه بودند. برای صورت حساب و راه بزرگ برندهٔ جایزه سزار بهترین بازیگر نقش دوم شد.

## جوایز
وی برنده جوایزی همچون جایزه سزار بهترین بازیگر مرد شده‌است.

## فیلم‌شناسی

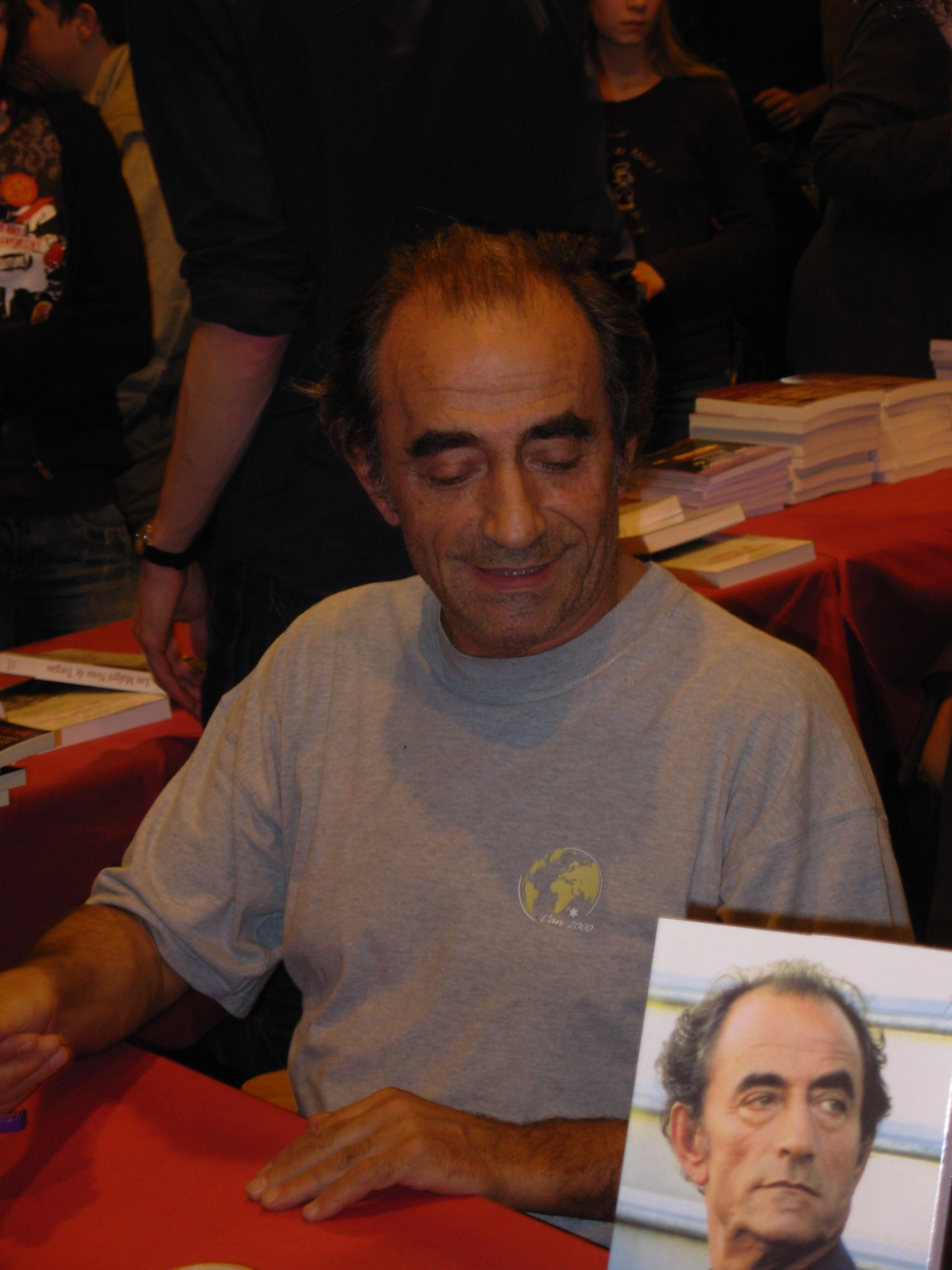

از فیلم‌ها یا برنامه‌های تلویزیونی که وی در آن نقش داشته‌است می‌توان به آثار زیر اشاره کرد.
- ۱۹۸۰- مهمانی
- ۱۹۸۰- آخرین مترو (تروفو)
- ۱۹۸۱- خوانندهٔ اُپرا (بنی)
- ۱۹۸۱- این‌ها و آن‌ها (لولوش)
- ۱۹۸۳- من با یک سایه ازدواج کرده‌ام (ر. دیویس)
- ۱۹۸۴- صورت حساب (آمار)
- ۱۹۸۴- یکی و دیگری
- ۱۹۸۵- مترو (بسون)
- ۱۹۸۵-خطر در محل سکونت (دوویل)
- ۱۹۸۶- داوطلب مرگ (گروسه)
- ۱۹۸۷- راه بزرگ (هوبر)
- ۱۹۸۸- فصل‌های لذت (موکی)
- ۱۹۸۹- آشپز، دزد، همسرش و عاشقش (گرین اوی)
- ۱۹۸۹- پس از جنگ (هوبر)
- ۱۹۹۱- پسران (کیتا)
- ۱۹۹۱- ملکه سفید (هوبر)
- ۱۹۹۲- شهر فروشی (موکی)
- ۱۹۹۳- تانگو (لوکنت)
- ۱۹۹۴- عطر ایوون (لوکنت)
- ۱۹۹۴- لبخند (اوتنن ژیرار و ک. میلر)
- ۱۹۹۶- هوس‌های یک رودخانه (ژیرودو).
- ۲۰۱۵-کنار دریا